# Тепловая карта

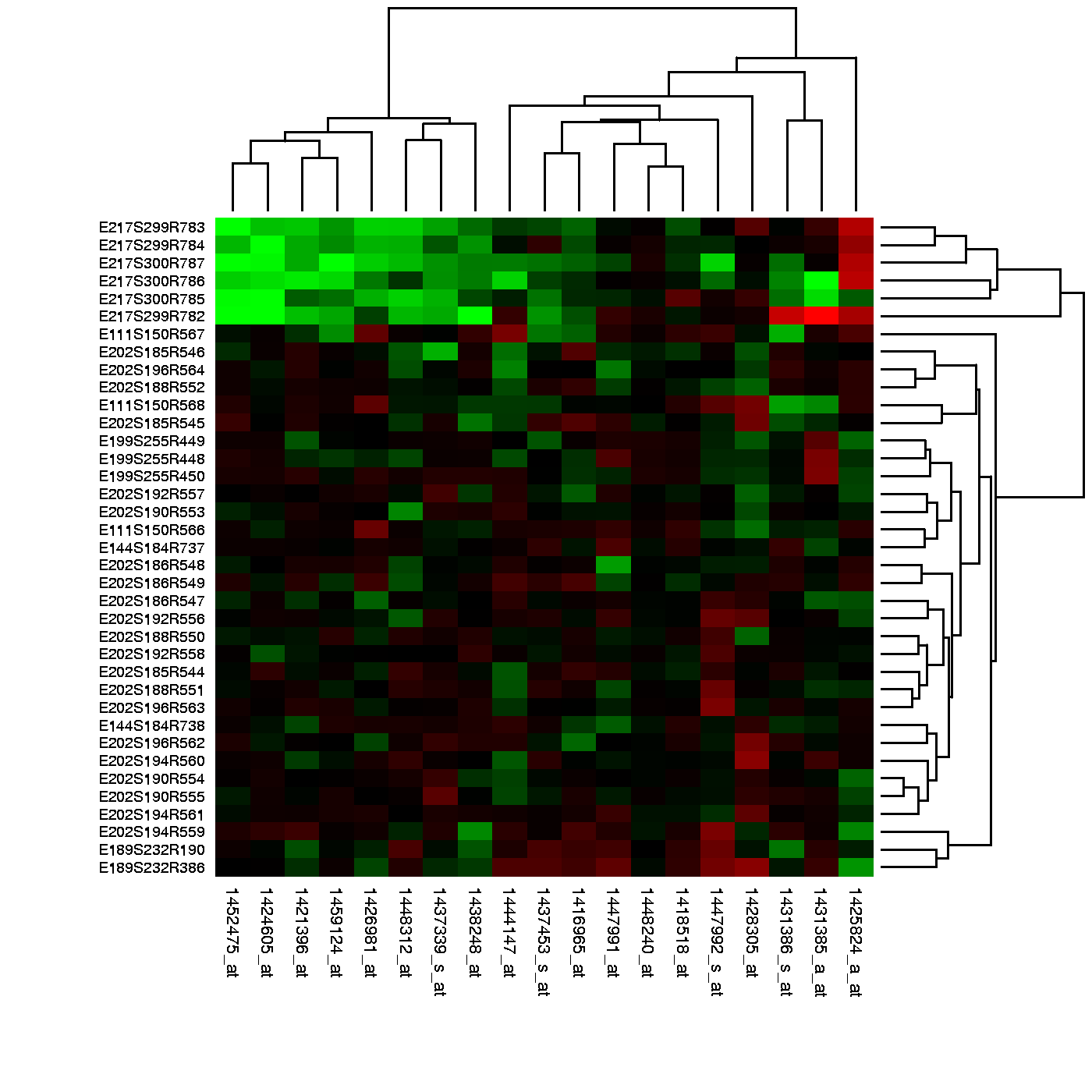
Теплокарта, полученная на основе микрочиповых данных, отражающих уровни экспрессии генов в некоторых условиях

Тепловая карта (англ. heatmap) — графическое представление данных, где индивидуальные значения в таблице отображаются при помощи цвета. Термин «heatmap» изначально был придуман и официально зарегистрирован как товарный знак разработчиком программного обеспечения Кормаком Кинни в 1991 году. Он использовал этот термин, чтобы описать 2D-дисплей, изображающий в режиме реального времени информацию финансового рынка.
Подобные системы иерархичной кодировки цветов используются в изображениях фракталов и других системах представления данных. Термином «теплокарта» также иногда называют картограммы.

## История создания

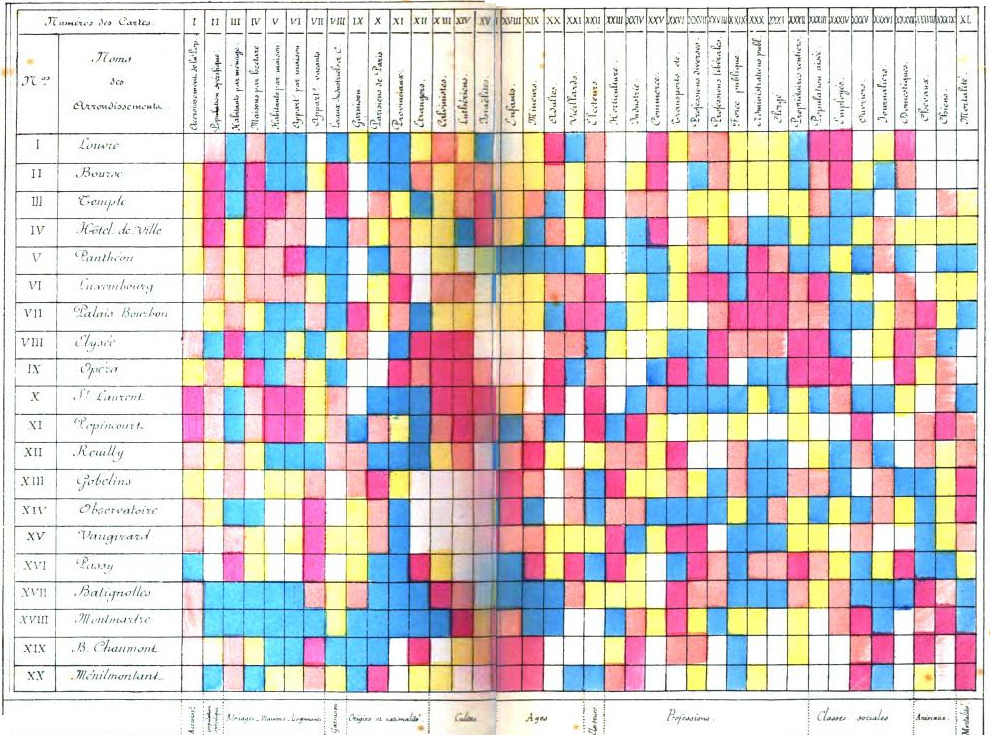
Окрашенная матрица из статистического атласа населения Парижа Т. Луа. Цвета от белого через жёлтый и голубой к красному показывают плотность населения с различными характеристиками в районах Парижа

Основе тепловой карты — идее окрашивания таблицы с данными — больше ста лет. Пример можно найти в статистическом атласе населения Парижа Туссена Луа, изданном в 1873 году, где интенсивностью цвета показаны частоты встречаемости характеристик (национальность, профессия, возраст и т. п.) в 20 районах Парижа.
Чтобы сделать структуру данных более явной, исследователи переставляли различным образом столбцы и строки окрашенных матриц. Снит в 1957 продемонстрировал результаты кластерного анализа, размещая колонки с похожими значениями рядом друг с другом. Жак Бертэн использовал аналогичное представление для отображения данных, которые соответствовали шкале Гуттмана. Идея соединения иерархической кластеризации в виде деревьев со строкам и столбцам таблицы возникла у Роберта Линга в 1973 году. Линг, используя надпечатки символов принтера, изображал различные оттенки серого, один символ шириной в один пиксель. Леланд Уилкинсон в 1994 году разработал первую программу (SYSTAT) для изображения кластерных тепловых карт с цветной графикой высокого разрешения.
Поиски оптимального способа перестановки содержимого матриц продолжаются и сейчас, например, SVD-разложение дает очень хорошие результаты.

## Виды тепловых карт и применение
Веб-тепловые карты используются как инструменты для веб-аналитики. Они показывают наиболее посещаемые области веб-страницы.
Биологические тепловые карты обычно используются в молекулярной биологии и медицине для представления данных по экспрессии множества генов в различных образцах, полученных, например, от разных пациентов или в разных условиях от одного пациента. Обычно биологическая тепловая карта организована в виде таблицы, в которой цвет квадрата показывает уровень экспрессии, а столбцы и строки различные гены или образцы, иерархическая организация которых может быть изображена в виде дерева на полях таблицы. Также теплокарты применяются для визуализации данных о трехмерной организации хроматина, полученных методами фиксации конформации хромосом.
Мозаичный график — это мозаичная теплокарта для представления данных, имеющих две или более переменных.

## Использование цветов
Существует множество различных цветовых схем со своими недостатками и преимуществами, которые используются в теплокартах.
Часто используются теплокарты с большим количеством цветов (радужные), так как люди способны различать большее число разнообразных оттенков цвета, нежели различать серый разной интенсивности. Это позволяет разбирать и замечать больше деталей изображения.
Тем не менее, не рекомендуется использовать большое разнообразие цветов по следующим причинам:
- Широко распространенные цветовые схемы (например, jet, которая используется по умолчанию во многих программах для визуализации данных) слишком яркие для того, чтобы корректно отобразить их в черно-белом спектре или печати. Также на таких цветовых схемах желтые и голубые области более заметны, что отвлекает наблюдателя от главного.
- Маленькая разница между цветами заставляет нас видеть градиенты, которых на самом деле нет, что делает реальные градиенты менее заметными. Тем самым радужные цветовые схемы скрывают детали, а не делают их более явными.

Вне зависимости от выбора цветовой схемы, следует прилагать цветовую легенду, объясняющую значение цветов, либо описывать их в сопутствующем тексте.
Используются различные цветовые схемы, последовательные и расходящиеся.

## Программное обеспечение

Теплокарта, построенная программой Gnuplot

Ниже перечислены примеры ПО, используемого для построения теплокарт.
- PermutMatrix — рабочая среда, предназначенная для графического исследования наборов числовых данных. Предлагает набор методов для оптимальной реорганизации строк и столбцов таблиц[12].
- NeoVision Hypersystems — программа фирмы, основанной Кормаком Кинни, и финансируемой Intel и Deutsche Bank. Тепловые карты описывают в режиме реального времени финансовые данные и расчеты, производимые более чем 50000 пользователями[13].
- R — бесплатное программное обеспечение для статистических вычислений и построения графиков, содержит несколько функций для построения тепловых карт (heatmap)[2].
- Мatplotlib, seaborn, plotly и другие библиотеки языка Python содержат инструменты для построения теплокарт[14][15][16].
- Gnuplot — свободное кроссплатформенное ПО, с помощью которого можно строить как 2D, так и 3D тепловые карты[7].
- Приложение для работы с электронными таблицами Google Docs включает в себя инструмент «Тепловая карта», но он разработан только для данных по странам[17].
- Цветовая схема Дэйва Грина cubehelix, предназначенная для перевода в черно-белое изображение без потери информативности[8].
- Qlucore — биоинформатическая программа для анализа данных экспрессии генов, включает в себя построение теплокарт[18].
- Программа ESPN Gamecast для футбольных игр использует теплокарты, чтобы показать области поля, где находились игроки во время игры[19].
- Визуализатор таблиц GENE-E включает в том числе инструмент для изображения теплокарт[20].
- Morpheus — веб-сервис для визуализации матриц и анализа табличных данных[21].
- Microsoft Excel можно использовать для получения теплокарт, применяя диаграмму поверхности[22]. Но по умолчанию диапазон цветов не подходит для теплокарты, цвета могут быть отредактированы для создания удобных и интуитивно понятных тепловых карт.
- Sightsmap (или теплокарта «туристичности») строит теплокарту популярности достопримечательностей[23]. Для этого берутся фотографии с сайта Panoramio, который приписывает каждой фотографии её географические координаты, и рисуется теплокарта на Google Maps по количеству фотографий в определённой географической точке. Например, жёлтые зоны — много снимков (и туристов соответственно), серые зоны — нет снимков.
- MeV (Multiple Experiment Viewer)
- UDAV (Universal Data Array Visualizator) использующий библиотеку MathGL[24].

## Примеры теплокарт

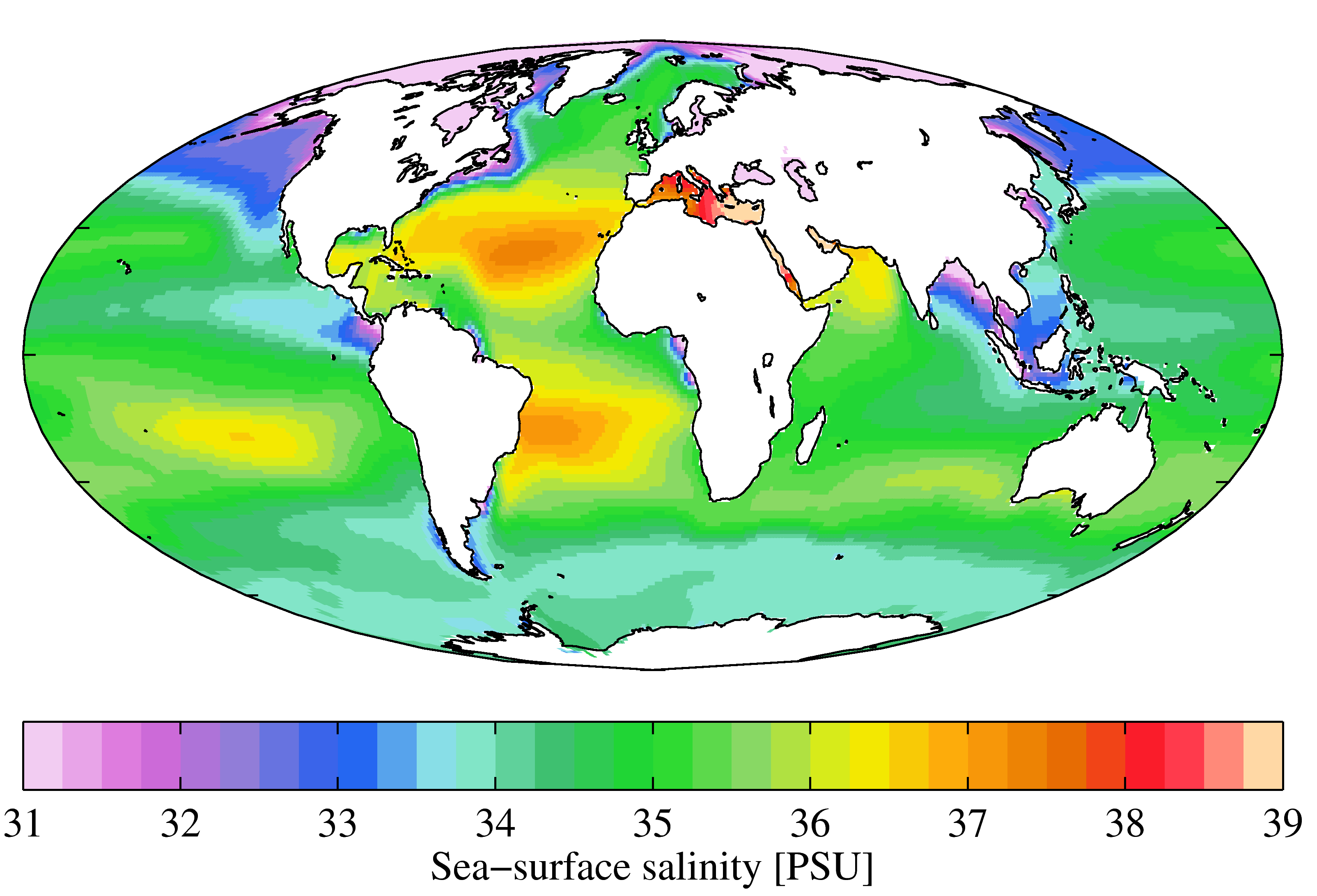
Географическая теплокарта солености океана, с использованием радужной палитры
Формирование снега над озером — метеорологический радиолокатор, как правило, показываются в виде теплокарт.
Картограмма в виде теплокарты, показывающая результаты выборов по муниципалитетам
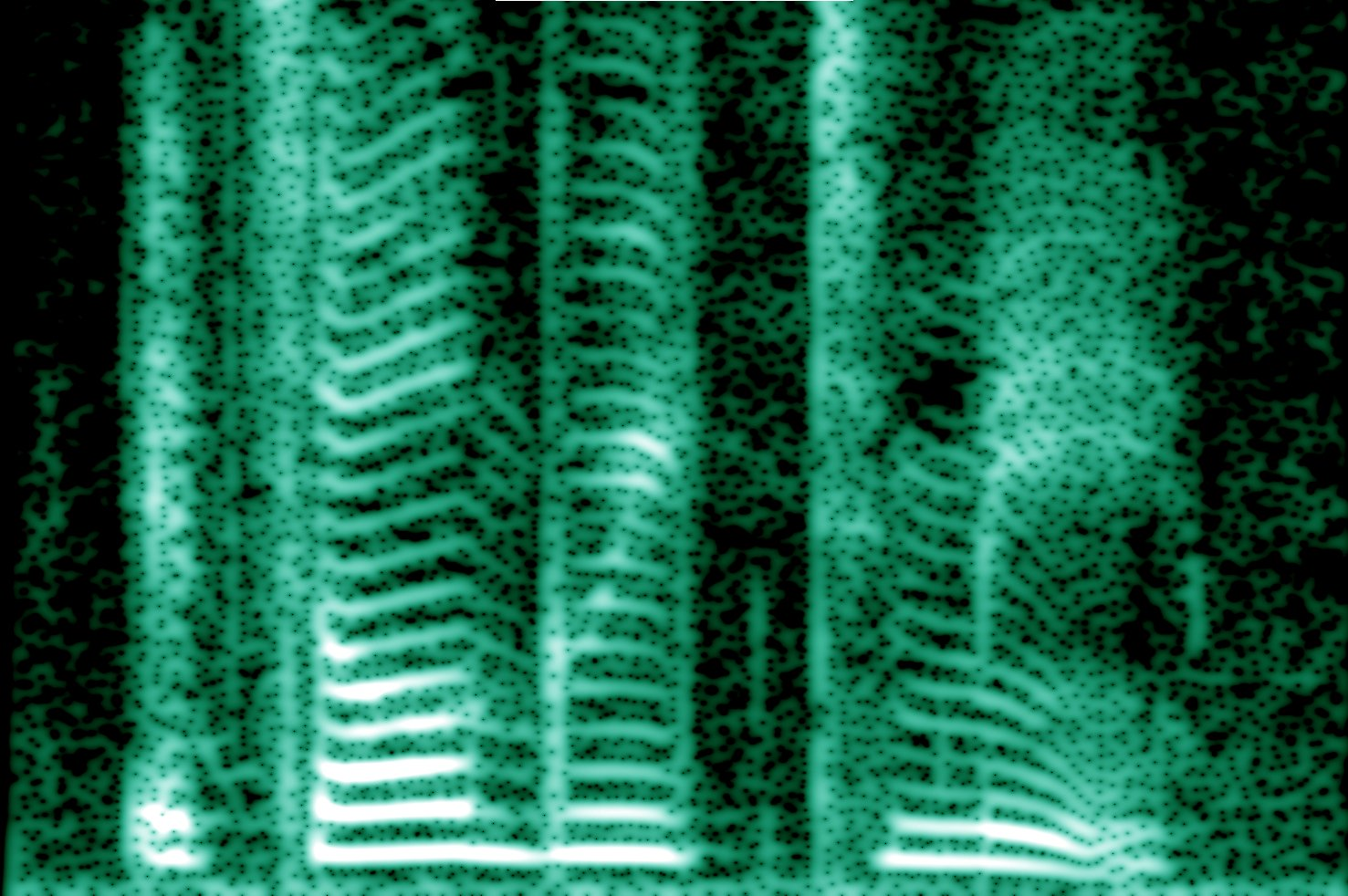
Голос человека визуализирован спектрограммой; Теплокарта показывает величину STFT
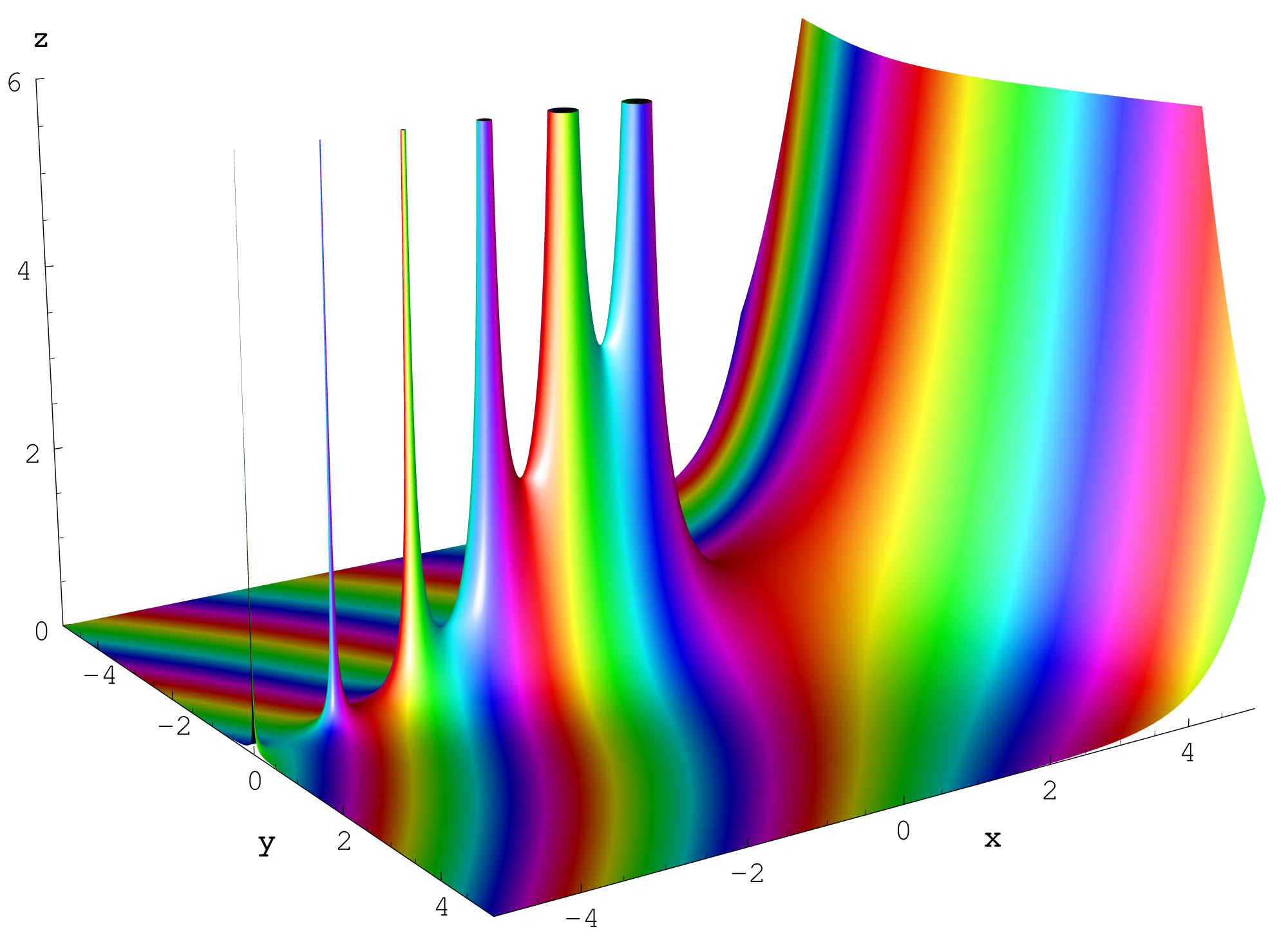
Сочетание графика изображения поверхности и теплокарты, где высота поверхности показывает амплитуду функции, а цвет — фазовый угол
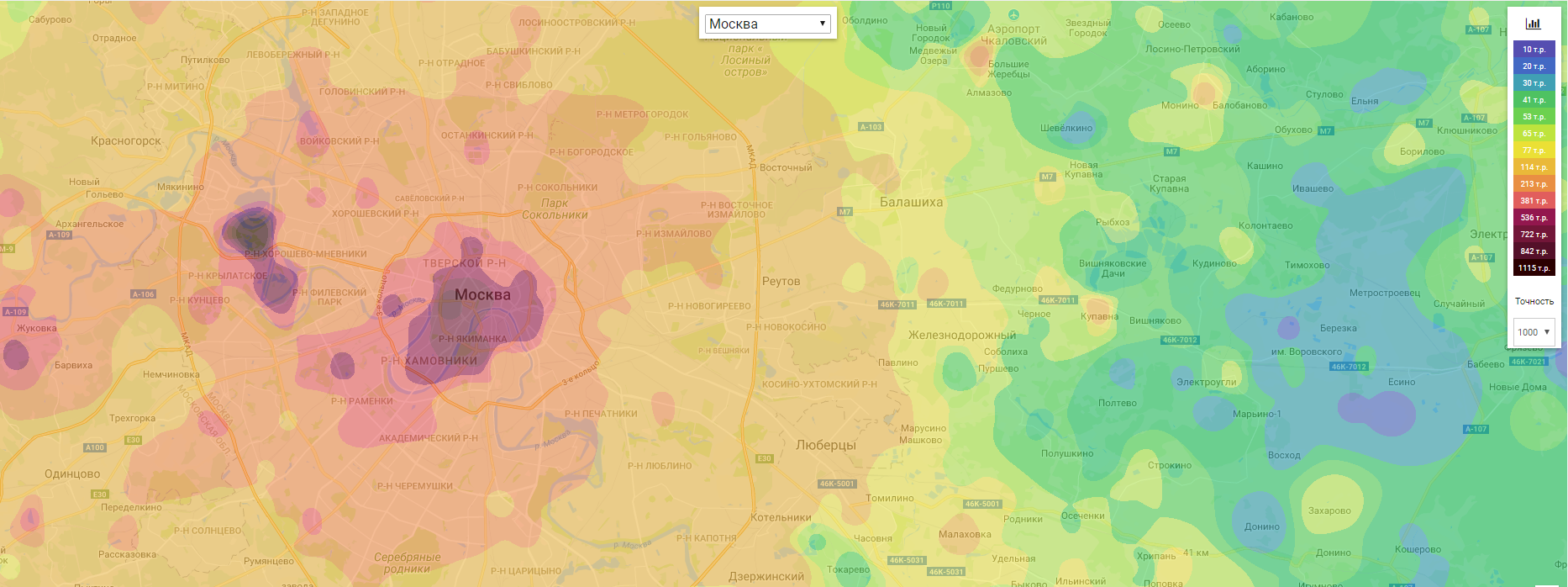
Тепловая карта цен на жилую недвижимость в Москве[25].

## Альтернативы
Для отображения трехмерных данных в двумерном пространстве в качестве третьей переменной можно использовать не только цвет, но и другие графические средства.

### Пузырьковая диаграмма
В качестве третьего измерения используется площадь или размер круга.

### Гистограмма
В гистограмме значения переменных представлены в виде высоты столбцов. Дополнительные измерения можно получить, добавив новые группы данных.